# Czarna bila

położenie czarnej bili na stole snookerowym w pozycji wyjściowej

Czarna bila – bila rozgrywana w wielu odmianach bilardu, w tym w snookerze.

## Czarna bila w snookerze
W snookerze czarna bila jest najcenniejszą bilą na stole, a jej wartość wynosi 7 punktów. Jej nominalna pozycja to punkt w połowie odległości pomiędzy krótszą dolną bandą a trójkątem czerwonych bil.
Najczęściej odgrywa ważną rolę podczas budowania breaków. Ze względu na jej wartość zawodnicy starają się jak najczęściej (o ile jest to możliwe) ją wbijać. Jest to również ostatnia możliwa do wbicia bila na stole. Aby osiągnąć maksymalnego breaka w snookerze (147 punktów), należy wbić tę bilę jako kolor 16 razy przy jednej wizycie przy stole (15 razy po czerwonych oraz jeden raz podczas wbijania kolorów). Z wszystkimi czerwonymi daje 120 punktów, a z kolorami 147 - jest to maksymalny możliwy break snookerowy. Aby zbudować breaka wygrywającego tylko na czarnej bili (przy którym przeciwnik potrzebuje snookerów), należy wbić przynajmniej 10 czerwonych bil i 9 czarnych (wówczas gracz posiada 73 punkty, a na stole pozostaje 67).

## Czarna bila w ósemce
W ósemce wbicie czarnej bili, po uprzednim wbiciu wszystkich swoich bil, powoduje zwycięstwo w partii. Przedwczesne wbicie czarnej bili lub wbicie połączone z faulem powoduje przegranie partii.